# ブレンダン・ロジャース (野球)
ブレンダン・オースティン・ロジャース（Brendan Austin Rodgers, 1996年8月9日 - ）は、 アメリカ合衆国フロリダ州セミノール郡レイクメアリー出身のプロ野球選手（内野手）。右投右打。MLBのヒューストン・アストロズ所属。

## 経歴

### プロ入りとロッキーズ時代
2015年のMLBドラフト1巡目（全体3位）でコロラド・ロッキーズから指名され、球団史上最高額の契約金550万ドルでプロ入り。契約後、傘下のパイオニアリーグのルーキー級グランドジャンクション・ロッキーズでプロデビュー。37試合に出場して打率.273、3本塁打、20打点、4盗塁を記録した。
2016年はA級アッシュビル・ツーリスツでプレーし、110試合に出場して打率.281、19本塁打、73打点、6盗塁を記録した。
2017年にMLB.comが発表したプロスペクトランキングでは15位（シーズン途中で9位に上昇）、ロッキーズの組織内では1位にランクインした。シーズンでは開幕からA+級ランカスター・ジェットホークスでプレーし、6月22日にAA級ハートフォード・ヤードゴーツへ昇格した。最終的に2球団合計で89試合に出場して打率.336、18本塁打、64打点、2盗塁を記録した。また、この年はオールスター・フューチャーズゲームのアメリカ合衆国選抜にも選出された。
2018年はAA級ハートフォードとAAA級アルバカーキ・アイソトープスでプレーし、2球団合計で114試合に出場して打率.268、17本塁打、67打点、12盗塁を記録した。また、この年もオールスター・フューチャーズゲームのアメリカ合衆国選抜に選出された。
2019年は開幕をAAA級アルバカーキで迎え、5月17日にメジャー契約を結んでアクティブ・ロースター入りした。同日のフィラデルフィア・フィリーズ戦にて「7番・二塁手」でメジャーデビューを果たし、第1打席で打点を記録した。
2022年はキャリアハイとなる137試合に出場し、二塁手としてフィールディング・バイブル・アワードとゴールドグラブ賞を初受賞した。
2023年は左肩の故障で開幕から4ヶ月以上離脱した。
2024年は135試合に出場して自身2度目の規定打席到達を果たし、打率.267、13本塁打、54打点、OPS.721を記録したが、ロッキーズから契約オファーがなく、11月22日にノンテンダーFAとなった。

### アストロズ時代
2025年2月21日にヒューストン・アストロズとマイナー契約を結び、同年のスプリングトレーニングには招待選手として参加した。オープン戦では15試合の出場で本塁打こそ無かったものの、10安打、8打点と結果を残し、3月25日に開幕ロースター入りを果たした。年俸は1年総額200万ドル+出来高最大30万ドル。

## 選手としての特徴
走攻守のバランスの良さが売りで、長らくロッキーズの顔だったトロイ・トゥロウィツキーと比較される存在。プロ入り当時に課題とされたパワー面も成長中。スピードはないが、守備ではグラブ捌きと打球の反応が良い。

## 詳細情報

### 年度別打撃成績
| 年 度    | 球 団    | 試 合 | 打 席 | 打 数 | 得 点 | 安 打 | 二 塁 打 | 三 塁 打 | 本 塁 打 | 塁 打 | 打 点 | 盗 塁 | 盗 塁 死 | 犠 打 | 犠 飛 | 四 球 | 敬 遠 | 死 球 | 三 振 | 併 殺 打 | 打 率 | 出 塁 率 | 長 打 率 | O P S |
| -------- | -------- | ----- | ----- | ----- | ----- | ----- | -------- | -------- | -------- | ----- | ----- | ----- | -------- | ----- | ----- | ----- | ----- | ----- | ----- | -------- | ----- | -------- | -------- | ----- |
| 2019     | COL      | 25    | 81    | 76    | 8     | 17    | 2        | 0        | 0        | 19    | 7     | 0     | 0        | 0     | 0     | 4     | 0     | 1     | 27    | 2        | .224  | .272     | .250     | .522  |
| 2020     | COL      | 7     | 21    | 21    | 1     | 2     | 1        | 0        | 0        | 3     | 2     | 0     | 0        | 0     | 0     | 0     | 0     | 0     | 6     | 0        | .095  | .095     | .143     | .238  |
| 2021     | COL      | 102   | 415   | 387   | 49    | 110   | 21       | 3        | 15       | 182   | 51    | 0     | 0        | 0     | 2     | 19    | 0     | 7     | 84    | 8        | .284  | .328     | .470     | .798  |
| 2022     | COL      | 137   | 581   | 527   | 72    | 140   | 30       | 3        | 13       | 215   | 63    | 0     | 0        | 0     | 5     | 46    | 0     | 3     | 101   | 25       | .266  | .325     | .408     | .733  |
| 2023     | COL      | 46    | 192   | 178   | 21    | 46    | 9        | 1        | 4        | 69    | 20    | 0     | 0        | 0     | 0     | 11    | 0     | 3     | 41    | 6        | .258  | .313     | .388     | .700  |
| 2024     | COL      | 135   | 539   | 501   | 67    | 134   | 29       | 1        | 13       | 204   | 54    | 1     | 0        | 1     | 2     | 31    | 1     | 4     | 132   | 12       | .267  | .314     | .407     | .721  |
| MLB：6年 | MLB：6年 | 452   | 1829  | 1690  | 218   | 449   | 92       | 8        | 45       | 692   | 197   | 1     | 0        | 1     | 9     | 111   | 1     | 18    | 391   | 53       | .266  | .316     | .409     | .726  |

- 2024年度シーズン終了時
- 各年度の太字はリーグ最高

### 年度別守備成績
| 年 度 | 球 団 | 二塁（2B） | 二塁（2B） | 二塁（2B） | 二塁（2B） | 二塁（2B） | 二塁（2B） | 遊撃（SS） | 遊撃（SS） | 遊撃（SS） | 遊撃（SS） | 遊撃（SS） | 遊撃（SS） |
| 年 度 | 球 団 | 試 合      | 刺 殺      | 補 殺      | 失 策      | 併 殺      | 守 備 率   | 試 合      | 刺 殺      | 補 殺      | 失 策      | 併 殺      | 守 備 率   |
| ----- | ----- | ---------- | ---------- | ---------- | ---------- | ---------- | ---------- | ---------- | ---------- | ---------- | ---------- | ---------- | ---------- |
| 2019  | COL   | 16         | 19         | 41         | 3          | 10         | .952       | 9          | 10         | 14         | 2          | 3          | .923       |
| 2020  | COL   | 5          | 8          | 5          | 0          | 2          | 1.000      | 1          | 1          | 0          | 0          | 0          | 1.000      |
| 2021  | COL   | 81         | 127        | 203        | 4          | 47         | .988       | 26         | 16         | 46         | 1          | 10         | .984       |
| 2022  | COL   | 134        | 218        | 411        | 10         | 99         | .984       | -          | -          | -          | -          | -          | -          |
| 2023  | COL   | 43         | 71         | 103        | 0          | 28         | 1.000      | -          | -          | -          | -          | -          | -          |
| 2024  | COL   | 132        | 181        | 342        | 8          | 89         | .985       | -          | -          | -          | -          | -          | -          |
| MLB   | MLB   | 411        | 624        | 1105       | 25         | 275        | .986       | 36         | 27         | 60         | 3          | 13         | .967       |

- 2024年度シーズン終了時
- 各年度の太字はリーグ最高
- 各年度の太字年はゴールドグラブ賞受賞

### 表彰
- ゴールドグラブ賞（二塁手部門）：1回（2022年）

- フィールディング・バイブル・アワード（二塁手部門）：1回（2022年）

### 記録
MiLB
- オールスター・フューチャーズゲーム選出：2回（2017年、2018年）

### 背番号
- 7（2019年 - 2024年）
- 1（2025年 - ）